# Понтій Пілат
По́нтій Піла́т (іноді Понтій Пилат; лат. Pontius Pilatus, гр. Πόντιος Πιλᾶτος) — п'ятий римський префект Юдеї, служив за часів імператора Тиберія (з 26/27 до 36/37 р. н.е.). Найбільш відомий як посадовець, який вів суд над Ісусом Христом та наказав його розіп'яти . Важливість Пілата у Християнстві підкреслюється його згадуванням як у Апостольському так і у Нікейському символі віри. Оскільки в євангеліях Пілат описується як людина, яка не бажає стратити Ісуса, Ефіопська церква вірить, що Пілат став християнином, і вшановує його як мученика і святого, переконання, яке історично поділяє коптська церква , святкуючи його день 19 або 25 червня відповідно.

## Історичні відомості
У 26 році за сприяння Луцій Елія Сеяна, довіреної особи імператора Тиберія, Понтій Пілат отримує призначення префекта римської провінції Юдея. Призначення вказує на належність Пілата до стану equester ordo. Він став п'ятим римським правителем Юдеї.
Йосип Флавій і Тацит називають його прокуратором, однак знайдений у 1961 році у Кейсарії напис, що датується періодом правління Пілата, указує на те, що він, як і інші римські правителі Юдеї, з 6 до 41 р., мав, імовірно, титул префекта.
За словами філософа Філона Олександрійського (I ст. н. е.), Пілат був відповідальним за численні жорстокі дії і страти, вчинені без будь-якого суду. У 35 році в Самарії один фальшивий пророк обіцяв своїм прихильникам показати святі посудини з часів Мойсея, що були заховані на горі Гарізім. У призначений день Пілат наказав військам зайняти гору, щоб не допустити збору людей та бунту. Коли люди зібралися, військо кинулося на них і багатьох убили та ув'язнили, а найактивніших Пілат засудив до смерті. Самаряни звернулися із скаргою на Пілата до Вітеллія — легата імператора в Сирії. Він радо прийняв оскарження, бо була добре відома вірність самарян, усунув Пілата і вислав його до Риму на суд до імператора в 36 році. Коли Пілат прибув до Риму, Тиберій уже помер (16 березня 37 р.). Наступний імператор Калігула відправив Пілата у відставку. Пілат придбав великий маєток у Галлії (там, де нині Веве у Швейцарії), де і провів останні дні життя. Причини смерті колишнього правителя Юдеї достеменно невідомі та різняться в працях декількох авторів. Подальший опис свідчень про Понтія Пілата наведено нижче.

## Апокрифи про Понтія Пілата
Понтій Пілат став героєм кількох новозавітних апокрифів, а Ефіопська православна церква навіть канонізувала Пілата і його дружину. Дружину Пілата — Прокулу почали ототожнювати з християнкою-римлянкою Клавдією, про яку згадано в одному з послань апостола Павла. Як наслідок, виникло подвійне ім'я — Клавдія Прокула. Свято святих Пілата і Прокули вірні Ефіопської православної церкви святкують 25 червня. Ортодоксальна Православна Церкви та Католицька разом із іншими гілками християнських течій не визнають Понтія Пілата як святого та звинувачують його у слабкодухості.

## Історичні свідоцтва

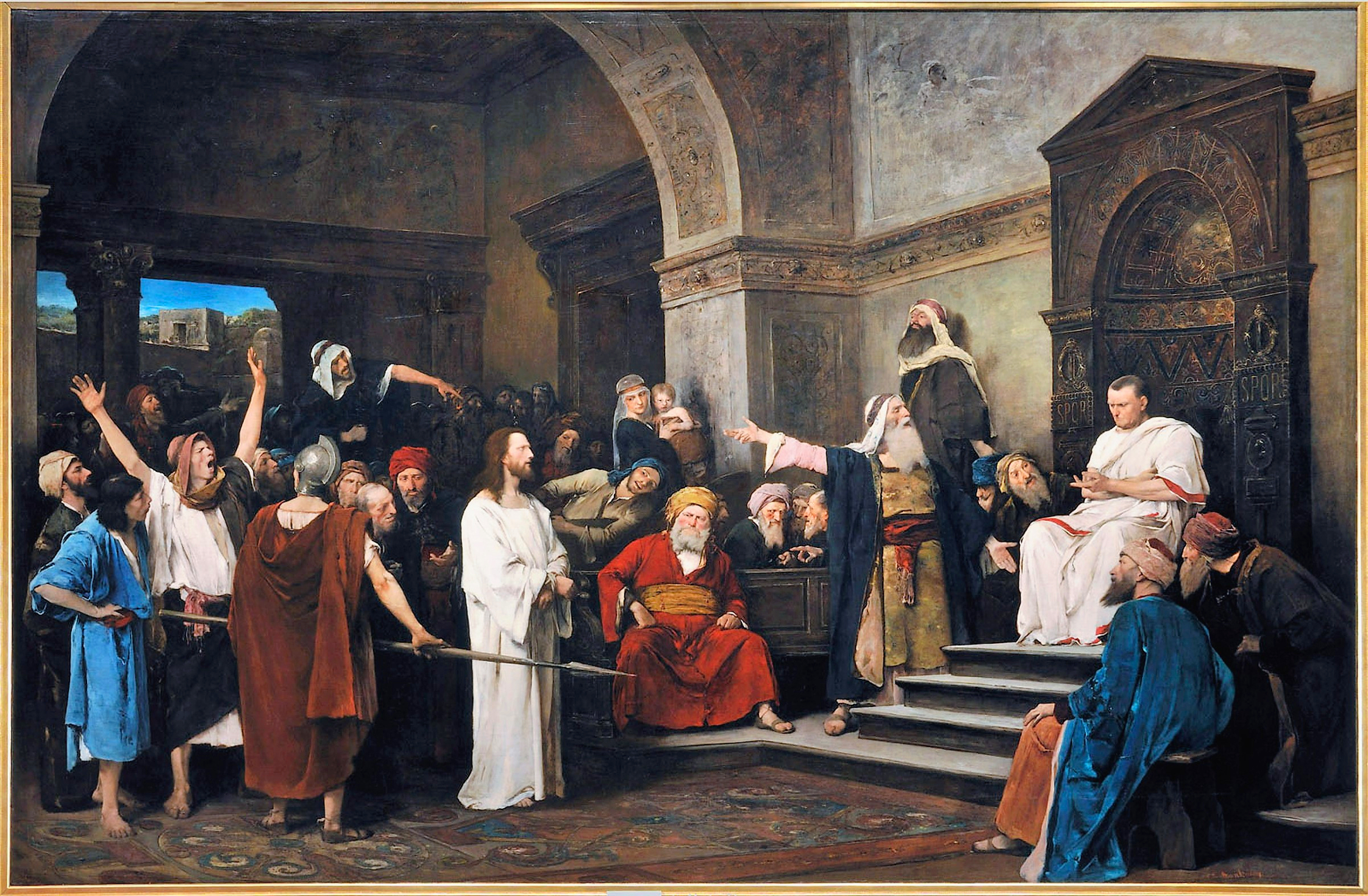
Христос перед Пілатом, Мігай Мункачі, 1881

Крім Нового Заповіту, Понтій Пілат згадується у творах Йосипа Флавія, Філона Олександрійського та Тацита. У 1961 у середземноморському порту Кесарії, який був колись резиденцією римського намісника в Юдеї, два італійських археологи виявили вапнякову плиту розміром 82×100×20 см з латинським написом, розшифрованого археологом Антоніо Фрова як:
що, можливо, є фрагментом напису: «Понтій Пілат, префект Юдеї, представляв Тиберія кесарійцям». Ця плита стала першою археологічною знахідкою, що підтвердила існування Пілата.

Йосип Флавій також згадує ім'я Пілата у так званому «Testimonium flavianum». Загалом, число історичних свідчень про Понтія Пілата істотно поступається числу апокрифічних текстів, пов'язаних з його ім'ям — починаючи з «донесень Пілата Тиберія», згадки про яких зустрічаються вже в авторів II—III століть, і закінчуючи підробками XX століття — такими, наприклад, як «Свідоцтво грека Гермідія» (нібито служив офіційним біографом правителя Юдеї та записав подробиці суду над Ісусом).

## Порівняння постаті Понтія Пілата в різних джерелах
Нижче подано порівняння постаті Понтія Пілата в чотирьох канонічних Євангеліях та у працях античних авторів (Йосифа Флавія, Філона Александрійського, Євсевія Кесарійського).
Постать Понтія Пілата згадується у багатьох античних авторів, філософів та отців церкви I—IV століть н. е. Проте ставлення до цієї історичної особи у працях чотирьох апостолів та отців церкви відрізняються від біографів та істориків, які у своїх працях також згадували правителя Юдеї.
Євангелісти описують Понтія Пілата як людину із пороком слабкодухості, яка хоч і старалася виправдати несправедливо засудженого старійшинами ізраїльського народу Ісуса, проте боячись за власне місце римського магістрату все ж таки йде на поступки та віддає синедріону Христа на розп'яття. Апостол Марко описує це у своєму Євангелії:
«Тоді Пілат, бажаючи догодити народові, відпустив їм Варавву, а Ісуса, бивши, віддав на розп'яття». (Мр. 15:5)
Але незважаючи на кінцеве рішення Пілата, він намагався виправдати Ісуса, яскраво бачачи намір первосвященників. Дану думку підтверджує Євангеліє від Луки:
«І Пілат сказав первосвященикам і народові: ніякої провини я не знаходжу в Чоловікові Цьому» (Лк. 23:4)
«Пілат же, скликавши первосвящеників, начальників та народ, сказав їм: ви привели до мене Чоловіка Цього, який ніби розбещує народ; і ось я перед вами допитав і не знайшов Чоловіка Цього винним ні в чому з того, в чому ви звинувачуєте Його» (Лк. 23:14)
Такої самої позиції щодо намагань Понтія Пілата виправдати Ісуса Христа задля уникнення Його несправедливого засудження дотримується і євангеліст Іван:
Пілат сказав Йому (Ісусові Христові): Що є істина? І, сказавши це, знову вийшов до юдеїв і сказав їм: я ніякої провини не знаходжу в Ньому:
Є ж у вас звичай, щоб я одного відпускав вам на Пасху; чи хочете, відпущу вам Царя Юдейського? (Ів. 18:38–39)

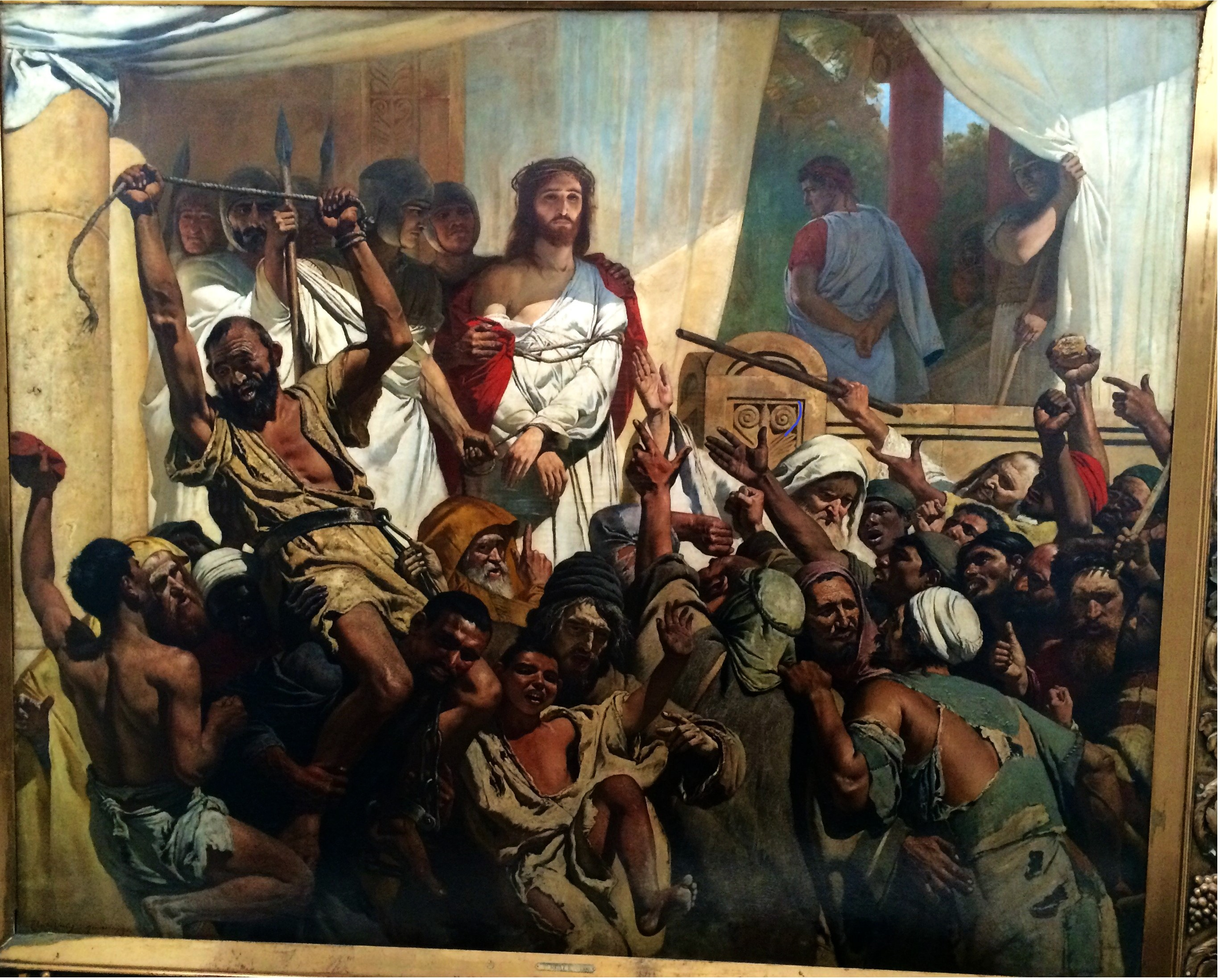
Шарль Верлат Vox populi (Глас народу), 1876

Проте, користаючись бунтівними настроями єврейського народу, який у І столітті н. е. не раз повставав, первосвященники знаходять вигідну позицію, ставлячи ультиматум Понтію Пілату як римському магістрату загалом:
«Вони закричали: візьми, візьми і розіпни Його! Пілат говорить їм: чи Царя вашого розіпну? Первосвященики відповіли: немає в нас царя, крім кесаря (Цезаря). І тоді він видав їм Його (Ісуса Христа) на розп'яття» (Ів. 19:15–16)
Таким чином, старійшини ізраїльського народу ставили Понтія Пілата у доволі незручне становище, опираючись на імператора Риму (в той час римські імператори носили титул Цезаря) та змушуючи його, як зазначалось вище, поступитись їм.
Незважаючи на позицію чотирьох євангелістів, античні автори дотримуються доволі іншої думки щодо цього правителя Юдеї, надаючи йому риси жорстокої та безкомпромісної людини.
Історик і філософ Філон Александрійський в книзі «Посольство до Гая», розповідає про Понтія Пілата таке :
«природно жорсткий, упертий і безжальний, розпусний, грубий і агресивний, він насилував, поглумився, неодноразово вбивав і постійно звірствував»
Подібних жорстоких рис надає йому і римський історик юдейського походження, сучасник подій (жив у І столітті н. е.) Йосип Флавій. У своїй праці, він розповідає, як відразу ж після очолення посади правителя Юдеї Понтій Пілат, наслідуючи принцип імператора, провів демонстрацію сили римської влади і її зверхність над місцевими законами і звичаями.
«(Пілат) наказав принести до Єрусалиму вночі зображення імператора, що римляни його називають signa. Коли настав ранок, юдеї прийшли в страшне хвилювання, вбачаючи у цьому порушення закону (оскільки юдеям була заборонена постановка зображень в місті); озлоблення міських жителів привело до Єрусалиму численні натовпи сільських мешканців. Усі рушили в дорогу у напрямку Кесарії до Пілата, аби просити його про видалення зображення з Єрусалиму і про залишення віри їхніх батьків недоторканою. Отримавши відмову, вони кинулися на землю і лишалися в цьому положенні п'ять днів і стільки ж ночей, не рушаючи з місця. Проте Пілат заявив, що накаже порубати їх усіх, якщо вони не приймуть імператорських зображень, і тут же подав знака солдатам оголити мечі, тоді юдеї, неначе за домовленістю, попадали усі на землю, витягнули свої шиї і голосно вигукнули, що швидше вони дадуть вбити себе, аніж переступлять закон. Вражений цим релігійним подвигом, Пілат віддав наказ негайно видалити статуї з Єрусалиму»  (Юдейська війна, глава 9)
За аналізом багатьох істориків, саме жорстокість Пілата та безкомпромісна демонстрація сили Риму і були вагомими причинами майбутнього бунту Юдеїв, що згодом переріс в Юдейську війну.

Подібні різкі дії Понтія Пілата щодо юдеїв були нерідкістю. Яскравим прикладом може існувати і такий історичний факт:

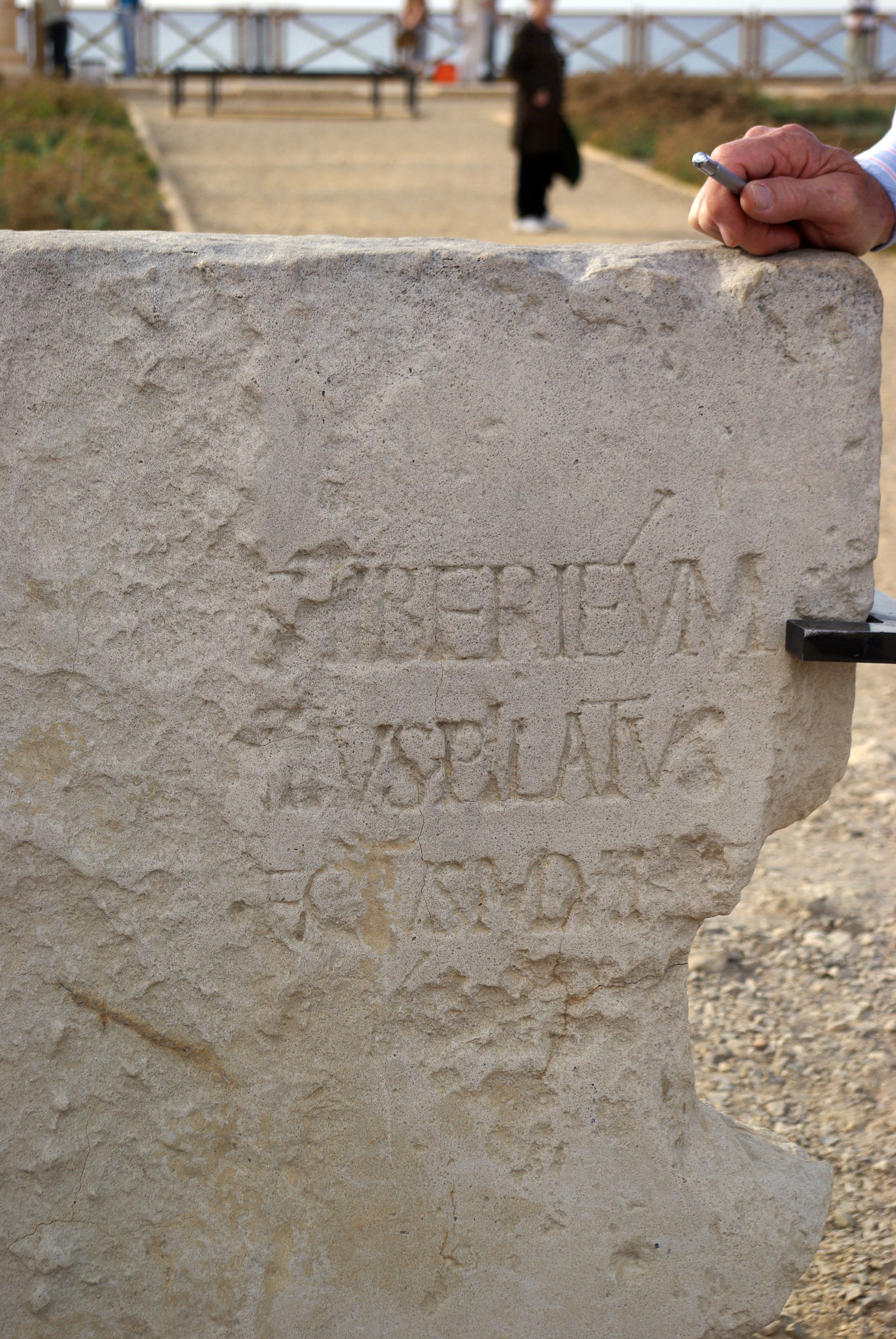
Плита з Кейсарії

«Пізніше Понтій Пілат побудував в Єрусалимі водопровід, але для цього використав гроші з храмової казни. Це призвело до хвилювань в місті. Понтій Пілат розпорядився переодягнути значне число солдатів, дав їм кийки, які вони повинні були сховати під одягом, і велів їм оточити натовп з усіх боків. Натовп, у свою чергу, отримав наказ розійтися. Але оскільки він продовжував ганьбити його, то він (Пілат) подав воїнам умовний знак і солдати взялися за справу набагато завзятіше, ніж те, як цього бажав сам Пілат. Працюючи ціпками, вони однаково вражали як активних бунтівників, так і абсолютно безневинних людей. Юдеї, проте, продовжували триматися стійко, але оскільки вони були беззбройні, а супротивники їхні озброєні, то багато з них тут пали мертві, а багато хто пішов зранений. Таким чином було пригнічено обурення» (Йосиф Флавій. Юдейські старожитності. Книга 18. Глава 3:3)
Утримання гори Гарізм, щоб не допустити великого скупчення євреїв та недопущення бунту було останньою краплею для ізраїльського народу та призвело до усунення даного магістрата з його посади правителя Юдеї. Йосип Флавій описує це таким чином:
«Коли цим справа закінчилася, представники верховної ради самарян явилися до колишнього консула Вітеллія, який тепер був прокуратором сирійським, і стали звинувачувати Пілата в страті їхніх загиблих співплемінників, кажучи, що останні пішли в Тирафа зовсім не з метою відділитися від римлян, але для того, щоб покінчити з насильством Пілата. Тоді Вітеллій послав Марцелла, одного зі своїх наближених, в Юдею, щоб прийняти там кермо влади, Пілатові ж велів їхати в Рим для відповіді перед імператором в звинуваченнях, що зводилися на нього. Тож після десяти років у Юдеї Пілат поїхав до Риму, оскільки не смів не послухатися наказу Вітеллія. Але раніше, ніж він встиг прибути туди, Тиберій помер» (Юдейські старожитності. Книга 18)
Незважаючи на різні описи постаті Понтія Пілата, у деяких рядках апостоли також підтверджують позицію Йосифа Флавія та Філона Александрійського щодо суворості, безкомпромісності та загалом нелюбові до євреїв: Первосвященики ж юдейські сказали Пілатові: не пиши: Цар Юдейський, але що Він (Ісус Христос) говорив: Я цар Юдейський.
Пілат відповів: «що я написав — те написав» (Ів. 19:21–22)
Подальша доля Пілата і причини його смерті достеменно невідомі. Євсевій Кесарійський у книзі «Церковна історія» говорить про кінець життя цієї особи так:
 «Пілат за імператора Гая впав у такі біди, що змушений був накласти на себе руки і власною рукою скарати себе: Божий суд, мабуть, не забарився наздогнати його».
Євсевій Кесарійський, окрім того, що був істориком, також був і богословом. Тому, його думка щодо Понтія Пілата уособлює, як позиції вищезгаданих Йосипа Флавія та Філона Александрійського, так і християнське ставлення до даної історичної постаті, яке викладено у чотирьох канонічних Євангеліях. 

## Понтій Пілат у мистецтві й культурі
Образ Пілата знайшов відображення у культурі нового часу: в художній літературі (наприклад, «Майстер і Маргарита» Михайла Булгакова, «Прокуратор Юдеї» Анатоля Франса).
У кінематографі образ Понтія Пілата був представлений в десятках фільмів такими акторами:
- Зигмунд Любін («Гра пристрасті» «Passion Play», Фінляндія, 1898)
- Семюел Морган («From the Manger to the Cross», США, 1912)
- Амлет Новелли («Христос», «Christus», Італія, 1916)
- Вернер Краус («Ісус Назаретянин, Цар Юдейський» (I.N.R.I.), Німеччина, 1923)
- Віктор Варконі («Цар царів», «The King of Kings», Австрія, 1927)
- Жан Габен («Голгофа», Франція, 1935)
- Безіл Ретбоун («Останні дні Помпеї», США, 1935)
- Жозе Бав'єра («Ісус з Назарету» «Jesus of Nazareth», 1942); «Марія Магдалина» «María Magdalena, pecadora de Magdala» (1946);  «Діва Марія» «Reina de reinas: La Virgen María» (1948); «El mártir del Calvario» (1952) Мексика.
- Лоуелл Гілмор («Життя Христа» «The Living Christ Series», США, 1951)
- Річард Бун («Плащаниця», США, 1953)
- Бейзіл Сідні («Саломея» «Salome», США, 1953)
- Жерар Тиші («Поцілунок Юди» aka «El beso de Judas», Іспанія, 1954)
- Алан Вітлі («Ісус з Назарету», Велика Британія, 1956)
- Жан Маре («Понтій Пілат», Італія — Франція, 1956)
- Френк Трінг («Бен-Гур», США, 1959)
- Хурт Хетфілд («Цар царів», 1961)
- Алессандро Клерічі («Євангеліє від Матвія», 1964)
- Ян Кречмар («Пілат та інші», ФРН, 1972)
- Баррі Деннен («Ісус Христос — суперзірка», 1973)
- Род Стайгер («Ісус з Назарету», 1977)
- Гарві Кейтель («Справа Назаретянина», 1986)
- Девід Бові («Остання спокуса Христа», 1988)
- Збігнєв Запасевич («Майстер і Маргарита», Польща, 1989)
- Михайло Ульянов («Майстер і Маргарита», Росія, 1994)
- Ґері Олдмен («Ісус», 1999)
- Фред Йохансон («Ісус Христос — суперзірка», 2000)
- Христо Шопов («Страсті Христові», 2004; «Розслідування», 2006)
- Кирило Лавров («Майстер і Маргарита», Росія, 2005)
- Скотт Сміт («Пілат», 2008)
- Х'ю Бонневілль («Бен-Гур», 2010)
- Пілу Асбек («Бен-Гур», 2016)